# Jabou Jobarteh
Jabou Jobarteh (geb. am 15. August 1993) ist eine gambische Fußballspielerin.

## Leben
Jobarteh spielt seit mindestens 2012 Fußball. Um 2017 spielte sie für den Interior FC.
Ende Januar 2014 sollte sie in einem Freundschaftsspiel des gambischen Nationalteams der Frauen gegen Guinea-Bissau eingesetzt werden, das jedoch kurzfristig abgesagt wurde. Im August 2017 stand sie für ein Freundschaftsspiel gegen Kap Verde im Kader, das ebenfalls abgesagt wurde.
Am 16. September 2017 stand sie bei Gambias erstem offiziellen internationalen Spiel gegen Guinea-Bissau im Kader.
Bei der Qualifikation für den Afrika-Cup der Frauen 2018 trat sie mit dem gambischen Team an. Das Team schied in der zweiten Runde gegen Nigeria aus, das später den Titel gewann.